# Бичура (мифология)
Бичура́ (тат. Biçura, Бичура, баш. Бисура) — мифическое существо татарских сказок и мифов, домовой (тат. yort iəse, йорт иясе). Часто представляли в образе человечков в красных рубашках.

## Этимология
Возможно, слово восходит к древнетюркскому bičin (бичин) — обезьяна.

## Нравы
У татар бичура представлялись в образе женщины маленького роста в старинном головном уборе. Считалось, что они могли поселяться в домах под полом или в банях. В отличие от ой иясе бичура жили не во всех домах. Иногда для них отводили особую комнату. В этой комнате на ночь оставляли тарелку с едой и несколько ложек. Бичура не причиняет никакого существенного вреда человеку, но сильно и на разные лады беспокоит его ночью: кричит, играет, смеется, шутит, спящего перетаскивает с места на место; вещи, положенные в одно место, прячет в другое. У татар о ней имеется поговорка: «куда делась эта вещь; не бичура ли украла?» Если закроют трубу, ночью она откроет, и вообще шалит. Как попадает в дом бичура? Татары об этом говорят вот что: она попадает в дом тогда, когда человек долго не кладет в нем печи, а потом переходит в него на житье. Есть ли средства выгнать из дома бичуру? Одни говорят, что для этого нужно разобрать весь дом и построить его на другом месте, а другие утверждают, что довольно привести в дом медведя, и бичура убежит.
У башкир — бисура. Башкиры представляли бисуру в образе маленьких человечков обоего пола в красных рубашках. Считалось, что они обитали в глухих лесах на полянках. Людей, которые забрели в их владения склоняют к сожительству, а потом покровительствуют им, носят деньги и помогают разбогатеть.
У татар-мишарей бичура являлись разновидностью злых духов пиров. А у некоторых групп западносибирских татар бичура соответствует духу сары цац (букв. «желтоволосая»).
У некоторых этногрупп татар Закамья и у башкир, термин Бичура относился к духам, которые представлялись в образе женщины маленького роста в старинном головном уборе, аналог банницы или кикиморы.
Считается, что место обитания в доме — шесток (у печи). По повериям, бичура может дать человеку небывалое мастерство.

## В литературе
Бичура-домовой — персонаж нескольких литературных произведений (например, пьесы Туфана Миннуллина).
В романе башкирского писателя Джалиля Киекбаева «Родные и знакомые» встречается ритуальное действие с изгнанием бисуры.